# Aeroport Internacional Bandaranaike
L'Aeroport Internacional Bandaranaike, conegut col·loquialment com a Aeroport de Katunayake o Aeroport Internacional de Colombo (codi IATA: CMB, codi OACI: VCBI), és el principal aeroport internacional de Sri Lanka. Fou anomenat en honor de l'antic primer ministre Solomon Bandaranaike i es troba en un suburbi de Negombo, a uns 32 km al nord de Colombo, la capital comercial del país. És administrat pels Serveis Aeroportuaris i d'Aviació de Sri Lanka i serveix d'aeroport de connexió per SriLankan Airlines, l'aerolínia de bandera de l'estat asiàtic, així com Cinnamon Air, que només duu a terme vols nacionals. L'altre aeroport que serveix Colombo és l'Aeroport de Ratmalana, que se centra en vols domèstics.

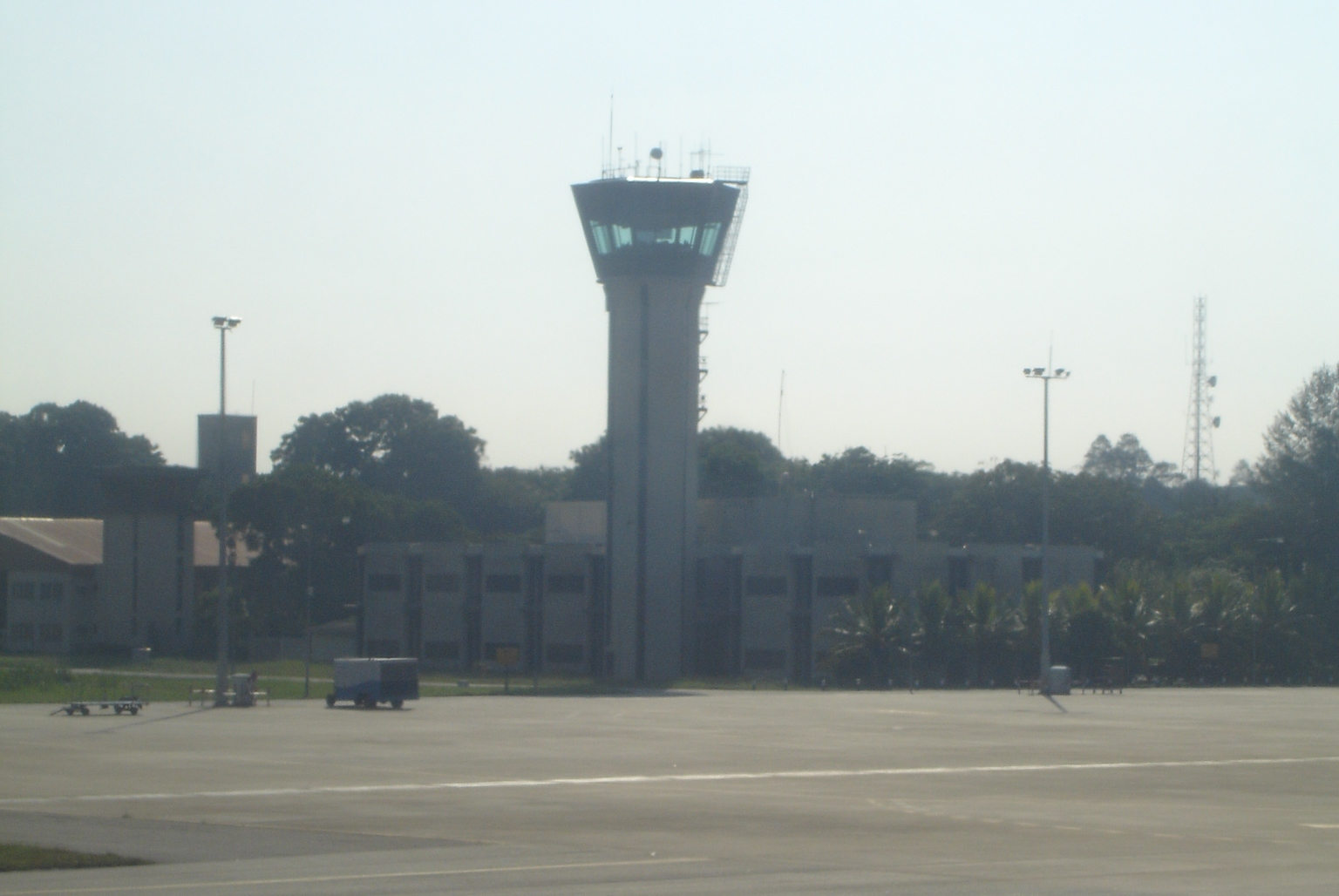
Torre de control.